# Hedychium thyrsiforme
Hedychium thyrsiforme är en enhjärtbladig växtart som beskrevs av James Edward Smith. Hedychium thyrsiforme ingår i släktet Hedychium och familjen Zingiberaceae. Inga underarter finns listade i Catalogue of Life.